# Valentinkirche (Dubrau)

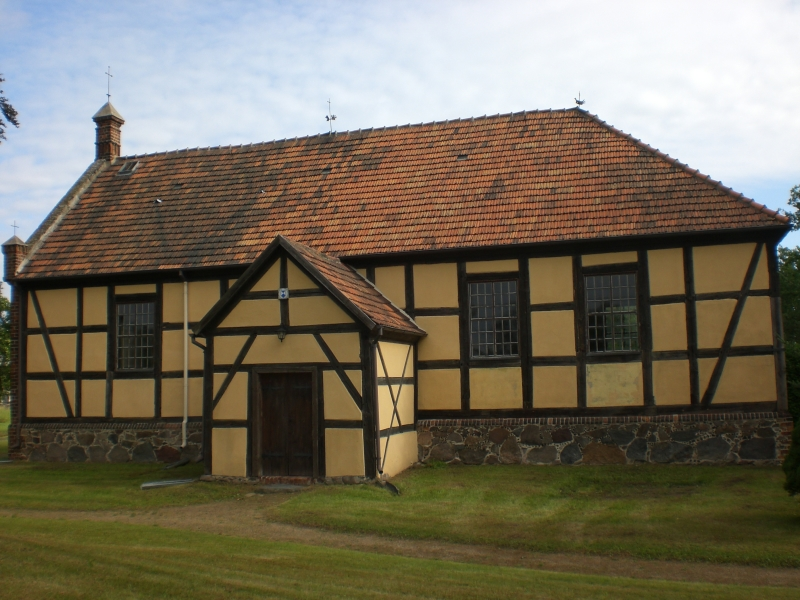
Valentinkirche Dubrau (2009)

Die Valentinkirche ist das Kirchengebäude in der zur Gemeinde Wiesengrund gehörenden Ortschaft Dubrau im Landkreis Spree-Neiße in Brandenburg. Es gehört zur der Gesamtkirchengemeinde Region Forst unterstellten Ortskirchengemeinde Noßdorf-Dubrau im Kirchenkreis Cottbus der Evangelischen Kirche Berlin-Brandenburg-schlesische Oberlausitz und ist ein eingetragenes Baudenkmal in der Denkmalliste des Landes Brandenburg.

## Geschichte und Architektur
Bereits im Jahr 1610 wurde in Dubrau eine Kirche gebaut. Im Jahr 1818 erfolgte an der gleichen Stelle ein weitgehender Neubau des Gebäudes. Die südliche Vorhalle wurde 1861 ergänzt, im gleichen Jahr wurde die Westfront als Ziegelmauerwerk erneuert.
Das Gebäude ist ein Fachwerkbau mit verputzten Ziegelgefachen auf einem Feldsteinsockel, der möglicherweise von dem Vorgängerbau stammt. Die Kirche hat an den Langseiten jeweils drei rechteckige Fenster und eine fensterlose Ostfront. Die in neugotischen Formen ausgeführte Westwand aus Ziegelmauerwerk hat ein spitzbogiges Eingangsportal, das von zwei großen Spitzbogenfenstern flankiert wird. Im Giebelfeld befinden sich drei kleine nebeneinanderliegende Fensteröffnungen, von denen die mittlere vermauert ist. Auf dem Giebel sind an den Traufkanten und am First kleine Türmchen aufgemauert. Das Langhaus wie auch die südliche Vorhalle sind mit Satteldächern überzogen, wobei das Langhausdach über dem Chor abgewalmt ist.
Im westlichen und nördlichen Teil des Innenraums der Valentinkirche stehen Emporen. Die Ausstattung wurde aus dem Vorgängerbau übernommen: Der Kanzelaltar wurde 1738 gebaut und das Taufbecken stammt aus dem frühen 17. Jahrhundert.